# Ева Демирева
Евелина Иванова Демирева е българска актриса. Известна е с озвучаването на филми, сериали и реклами.

## Ранен живот
Родена е на 2 февруари 1959 г. във Враца.
Демирева завършва актьорско майсторство за драматичен театър във ВИТИЗ „Кръстьо Сарафов“ при професор Димитрина Гюрова през 1987 г.

## Актьорска кариера
Играе на сцените на Драматичен театър „Стефан Киров“ (1987 – 1989), Театър „София“ (1989 – 1990) и Малък градски театър „Зад канала“ (1990 – 1994).
Сред ролите ѝ в театъра са съпругата в „Хоровод“ от Артур Шницлер, Шантал в „Балконът“ от Жан Жоне, съседката в „Едно налице, две наопаки“ от Дарио Фо и Уенди в „Питър Пан“ и „Новите приключения на Питър Пан“ в Театър „София“. Демирева е удостоена с наградата на Съюза на артистите в България за най-добра актриса в детски спектакъл за ролята на Уенди.

## Кариера на озвучаваща актриса
Започва да се занимава с дублаж около 1990 г. Едни от първите ѝ сериали са сапунената опера „Докато свят светува“ и аниме сериалът „Волтрон“, като и двата са за канали на БНТ. Сред другите сериали с нейно участие са „Ало, ало!“, „Стъпка по стъпка“ (дублажи на Арс Диджитал Студио, TV7 и VMS), „Трима братя, три сестри“, „Само за снимка“, „Сексът и градът“, „Войната вкъщи“, „Терминатор: Хрониките на Сара Конър“, „Клуб Веселие“, „Малки сладки лъжкини“, „Семейство Голдбърг“, анимационният „Лабораторията на Декстър“ (дублажи на Арс Диджитал Студио и Александра Аудио) и други.
Демирева е режисьор на дублажа на „Батман: Смели и дръзки“, като той се осъществява в студио 1+1.
| Актриса            | Заглавия | Роли                               |
| ------------------ | --- | ---------------------------------- |
| Блайт Данър        | Досиетата Х (дублаж на Андарта Студио) Запознай се с нашите (дублаж на студио VMS) Запознай ме с вашите (дублаж на студио VMS) | Джейна Касиди Дина Бърнс           |
| Валерия Голино     | Смотаняци (дублаж на Медиа Линк) Смотаняци 2 (дублаж на Медиа Линк)                                                            | Рамада Томпсън Рамада Родам Хейман |
| Вивиан Руиз        | Големият мъж: Индианци Големият мъж: Мисия Кондор                                                                              | Г-жа Мартинес                      |
| Джейн Линч         | Още една история за Пепеляшка Клуб Веселие                                                                                     | Доминик Блат Сю Силвестър          |
| Кали Роша          | Запознай се с нашите (дублаж на студио VMS) Запознай ме с вашите (дублаж на студио VMS)                                        | Стюардеса на самолет               |
| Катрин Зита-Джоунс | Наследниците (дублаж на bTV) Легендата за Зоро (дублаж на bTV)                                                                 | Кити Елена де ла Вега              |
| Кристин Дейвис     | Сексът и градът Сексът и градът (филм) Сексът и градът 2                                                                       | Шарлот Йорк                        |
| Лина Хийди         | Доставчикът (дублаж на bTV) Терминатор: Хрониките на Сара Конър                                                                | Инспектор Анет Балард Сара Конър   |
| Линда Козловски    | Дънди Крокодила Дънди Крокодила 2                                                                                              | Сю Чарлтън                         |
| Мая Рудолф         | Мелачката Костенурките нинджа: Пълен хаос                                                                                      | Джилиън Синтия Утром               |
| Селма Блеър        | Секс игри (дублаж на bTV) Психаротерапия                                                                                       | Сесил Колдуел Д-р Кейт Уейлс       |
| Синтия Малик       | Големият мъж: Индианци Големият мъж: Мисия Кондор                                                                              | Лора                               |
| Синтия Никсън      | Сексът и градът Сексът и градът (филм) Сексът и градът 2 Да убиеш Рейгън                                                       | Миранда Хобс Нанси Рейгън          |
| Тери Хачър         | Макгайвър (дублаж на БНТ) Танго и Кеш (дублаж на bTV)                                                                          | Пени Паркър Катрин „Кики“ Танго    |

## Личен живот
Омъжена е и има една дъщеря, и едно внуче.

## Филмография
- „Вампири, таласъми“ (1992) – актриса